# Saint-Alban-du-Rhône
Saint-Alban-du-Rhône és un municipi francès situat al departament de la Isèra i a la regió d'Alvèrnia-Roine-Alps. L'any 2007 tenia 880 habitants.

## Demografia

### Població
El 2007 la població de fet de Saint-Alban-du-Rhône era de 880 persones. Hi havia 306 famílies de les quals 54 eren unipersonals (29 homes vivint sols i 25 dones vivint soles), 87 parelles sense fills, 153 parelles amb fills i 12 famílies monoparentals amb fills.
La població ha evolucionat segons el següent gràfic:
Habitants censats

### Habitatges
El 2007 hi havia 333 habitatges, 311 eren l'habitatge principal de la família, 6 eren segones residències i 16 estaven desocupats. 289 eren cases i 38 eren apartaments. Dels 311 habitatges principals, 214 estaven ocupats pels seus propietaris, 88 estaven llogats i ocupats pels llogaters i 8 estaven cedits a títol gratuït; 3 tenien una cambra, 18 en tenien dues, 45 en tenien tres, 99 en tenien quatre i 146 en tenien cinc o més. 248 habitatges disposaven pel capbaix d'una plaça de pàrquing. A 106 habitatges hi havia un automòbil i a 190 n'hi havia dos o més.

### Piràmide de població
La piràmide de població per edats i sexe el 2009 era:
| Homes | Edats   | Dones |
| ----- | ------- | ----- |
| 0     | 95 o +  | 0     |
| 0     | 90 a 94 | 0     |
| 4     | 85 a 89 | 8     |
| 0     | 80 a 84 | 0     |
| 12    | 75 a 79 | 16    |
| 4     | 70 a 74 | 4     |
| 12    | 65 a 69 | 16    |
| 8     | 60 a 64 | 8     |
| 24    | 55 a 59 | 12    |
| 16    | 50 a 54 | 20    |
| 32    | 45 a 49 | 36    |
| 52    | 40 a 44 | 36    |
| 36    | 35 a 39 | 36    |
| 32    | 30 a 34 | 28    |
| 44    | 25 a 29 | 32    |
| 4     | 20 a 24 | 8     |
| 24    | 15 a 19 | 56    |
| 24    | 10 a 14 | 16    |
| 40    | 5 a 9   | 4     |
| 48    | 0 a 4   | 36    |

## Economia
El 2007 la població en edat de treballar era de 585 persones, 454 eren actives i 131 eren inactives. De les 454 persones actives 414 estaven ocupades (234 homes i 180 dones) i 39 estaven aturades (9 homes i 30 dones). De les 131 persones inactives 38 estaven jubilades, 47 estaven estudiant i 46 estaven classificades com a «altres inactius».

### Ingressos
El 2009 a Saint-Alban-du-Rhône hi havia 298 unitats fiscals que integraven 845 persones, la mediana anual d'ingressos fiscals per persona era de 17.776 €.

### Activitats econòmiques
Dels 18 establiments que hi havia el 2007, 2 eren d'empreses extractives, 1 d'una empresa de fabricació d'altres productes industrials, 3 d'empreses de construcció, 4 d'empreses de comerç i reparació d'automòbils, 1 d'una empresa de transport, 1 d'una empresa d'hostatgeria i restauració, 1 d'una empresa immobiliària, 3 d'empreses de serveis, 1 d'una entitat de l'administració pública i 1 d'una empresa classificada com a «altres activitats de serveis».
Dels 3 establiments de servei als particulars que hi havia el 2009, 1 era un establiment de lloguer de cotxes, 1 paleta i 1 fusteria.
L'any 2000 a Saint-Alban-du-Rhône hi havia 3 explotacions agrícoles que ocupaven un total de 51 hectàrees.

## Equipaments sanitaris i escolars
El 2009 hi havia 1 escola maternal i 1 escola elemental.

## Poblacions més properes
El següent diagrama mostra les poblacions més properes.